# 屍忌蛇
屍忌蛇（しいじゃ、Sheja、1966年6月4日 - 、本名：黒岩 靖）は、高知県出身の日本のギタリスト。

## 人物・経歴
愛車:ベンツ(自転車)
愛犬：安兵衛(やすべえ) 柴犬、オス。
Gargoyleでメジャーデビュー。その後、脱退。セッションギタリストやインディーズなどで活動した後、1997年にアニメタルに参加。アニメタル活動休止中の2000年にAIONのNOVらと共にVOLCANOを結成。
2002年アニメタル脱退（実質解雇）。その後、2007年3月にGargoyle加入前に在籍していたバンドVATHOKIJA（ヴァソキヤ）をオリジナルメンバーのKEN石川と共に復活させ、現在も定期的にライブ活動をしている。
2013年にアニメタルのオリジナルメンバーの坂本英三と哀旋士を結成し、活動開始。
トレードマークはフライングV。かつてはグレコのフライングVモデルを使用していたが、2014年現在はギブソン社のフライングVをメインにしている。
2015年に再結成したかまいたちにライヴサポートギターとして参加している。
イングヴェイ・マルムスティーンに影響を受けたギタリストに否定的なスタンスを取っており、過去にTwitter上で度々、イングヴェイの影響を公言している島紀史、Syu、ケリー・サイモン、大村孝佳らを名指しで批判していた事があった。

## アニメタル脱退とプロデューサーとの関係
2006年12月28日、自身のHPのBBSで自らアニメタルは脱退ではなく解雇されたことを告白し、同時にGalneryusのSyuを批判するだけでなく、プロデューサーの久武頼正に対し「死ねヒサタケ！」と発言した（2007年9月現在、ログは削除されている）。久武は自身の出演するテレビ番組『ヘビメタさん』内で「酒を飲んで（ヘヴィメタルの）演奏なんてできない、ロックスターのウィスキーの瓶には紅茶が入っている」と語っており、人間性や生活スタイルを含めたすべての事柄が絡み合いこのような解雇通告が行われたとみられる。
久武はアニメタル加入以降の屍忌蛇関係のCD・バンドなどにもプロデューサーとして参加しており、互いの信頼関係で作成されたアルバムは高い評価を得ている。

## ディスコグラフィ
※Gargoyle、アニメタルに関しては各項目参照
ソロアルバム
- STAND PROUD!（1998年11月　エイベックス）
- Dual World（2014年6月　METALLIC CORE)

ブルー3
- メタルドラゴン（1998年12月　徳間ジャパンコミュニケーションズ）

VOLCANO
- VIOLENT（2000年1月　エイベックス）
- DIE HARD（2000年10月　※ミニアルバム）
- DAVI（2001年5月　ビクターエンタテインメント）
- The Viper's Path（2005年5月　※ミニアルバム）
- MYTHOLOGY（2011年2月　METALLIC CORE）
- MELT（2015年7月 METALLIC CORE）
- JUGGERNAUT（2016年7月 METALLIC CORE）
- LEVIATHAN（2017年7月 METALLIC CORE）
- IRREGULAR（2018年1月 METALLIC CORE）

企画アルバム
- 西城秀樹ROCKトリビュート KIDS WANNA ROCK!（1997年7月　BMG JAPAN）

※『西城秀樹のトリビュートアルバム』ヘヴィメタルな人達（GEORGE、屍忌蛇、AKIRA、KATSUJI）として激しい恋に歌唱参加。
- TRIBUTE OF MASKED RIDER（2009年5月　METALLIC CORE）

※『仮面ライダーシリーズ』のトリビュートアルバム
その他
- DEATH DEVIL「Maddy Candy」（2009年8月　ポニーキャニオン）　シングル
- DEATH DEVIL「ラヴ」（2010年6月　ポニーキャニオン）　シングル

※いずれもテレビアニメ『けいおん!』キャラクターソング。ギターで参加。
- けいおん! ライブイベント 〜レッツゴー!〜（2010年6月　ポニーキャニオン）　DVD
- 蛇兄弟「呑まずにいられない」（2012年8月　METALLIC CORE）　シングル

※実兄、忌苦蛇(いくじゃ・Vo)とのユニット。
その他、屍忌蛇伝説1、同2、同3というDVD-R作品も自主流通でリリース。